# Mendham
Mendham é um distrito localizado no estado americano de Nova Jérsei, no Condado de Morris.

## Demografia
Segundo o censo americano de 2000, a sua população era de 5097 habitantes.
Em 2006, foi estimada uma população de 5176, um aumento de 79 (1.5%).

## Geografia
De acordo com o United States Census Bureau tem uma área de
15,7 km², dos quais 15,6 km² cobertos por terra e 0,1 km² cobertos por água. Mendham localiza-se a aproximadamente 269 m acima do nível do mar.

## Localidades na vizinhança
O diagrama seguinte representa as localidades num raio de 12 km ao redor de Mendham.